# 58682 Alenašolcová
58682 Alenašolcová este un asteroid din centura principală, descoperit pe 10 ianuarie 1998, de Jana Tichá și Miloš Tichý.